# Rusty Crawford
Samuel Russell „Rusty“ Crawford (* 7. November 1885 in Cardinal, Ontario; † 19. Dezember 1971) war ein kanadischer Eishockeyspieler, der in seiner aktiven Zeit von 1907 bis 1931 unter anderem für die Ottawa Senators und Toronto Arenas in der National Hockey League gespielt hat. 

## Karriere
Rusty Crawford begann seine Karriere als Eishockeyspieler im Amateurbereich. Dort spielte er zwischen 1907 und 1912 in seiner kanadischen Heimat für die Montreal Montegnards, Newington Ontarios, Prince Albert Mintos, Saskatoon Hoo-Hoos und Saskatoon Wholesalers. Anschließend lief der Flügelspieler fünf Jahre lang für die Quebec Bulldogs aus der Profiliga National Hockey Association auf. Mit dem Team gewann er 1913 den prestigeträchtigen Stanley Cup. Zur Saison 1917/18 schloss er sich den Ottawa Senators aus der Nachfolgeliga National Hockey League an. Für die Mannschaft erzielte er in elf Spielen ein Tor, ehe er zum Ligarivalen Toronto Arenas transferiert wurde, mit dem er am Saisonende erneut den Stanley Cup gewann. 
Von 1919 bis 1921 spielte Crawford für die Saskatoon Crescents in der SSHL. Daraufhin verbrachte er fünf Jahre in der Western Canada Hockey League, einer Konkurrenzliga der NHL, in der er für die Saskatoon Moose Jaw, Saskatoon Tigers, Calgary Tigers und Vancouver Maroons auf dem Eis stand. Nach Auflösung der Liga wurde er von den Minneapolis Millers verpflichtet, für die er vier Jahre lang in der AHA antrat. Zuletzt spielte er in der Saison 1930/31 für seinen Ex-Klub Prince Albert Mintos, woraufhin er seine Karriere im Alter von 45 Jahren beendete. Im Jahr 1962 wurde der Kanadier mit der Aufnahme in die Hockey Hall of Fame geehrt. 

## Erfolge und Auszeichnungen
- 1913 Stanley-Cup-Sieger mit den Quebec Bulldogs
- 1918 Stanley-Cup-Sieger mit den Toronto Arenas
- 1962 Aufnahme in die Hockey Hall of Fame